# Fernando Puig Rosado
Pour les articles homonymes, voir Puig.
Fernando Puig Rosado, né le 1er avril 1931 à Don Benito, et mort le 25 septembre 2016 à Paris, est un illustrateur franco-espagnol.

## Biographie
Après des études de médecine en Espagne, il se tourne vers le dessin et une carrière d'illustrateur. En 1960, il s'établit en France où il travaille dans la presse de jeunesse (Astrapi, J'aime lire, Okapi, Phosphore…). Il collabore aussi au Nouvel observateur. Il publie ses dessins en Suisse, en Angleterre et en Espagne (Época), travaille dans la publicité, l'édition scolaire et l'animation, et expose ses dessins.  Avec Desclozeaux et Claude Favard (Bonnot), il fonde en 1967 à Avignon la Société protectrice de l'humour. Il reçoit le grand prix de l'humour noir Grandville en 1976 et le grand prix de l'humour tendre au Salon international du dessin de presse et d'humour de Saint-Just-le-Martel en 2000 ex aequo avec Véronique Deiss. 
Il a illustré plusieurs récits de Pierre Gripari (Les contes de la rue Broca), Evelyne Brisou-Pellen (Les Concombres du roi, 1988), Corinne Fleurot (Z comme Zoo, 1997) et Sylvie Girardet (La Maison des cinq sens et une encyclopédie du monde animal). Humoriste et défenseur des droits de l'homme et de l'écologie, il a collaboré avec Henriette Bichonnier sur un manifeste ironique contre la guerre (Tétaklak et Poirabaff, 1990) et avec Sylvie Girardet sur des initiatives citoyennes (Vive le civisme, Silence la violence, 2004 ; Planète mon amour ...) Ses dessins linéaires au crayon, simples mais expressifs, sont colorés à l'aquarelle en couleurs pures diluées. Leur humour sympathique réside en grande part dans le sourire constant de ses personnages et l'aspect chaleureux de ses images.

### Filmographie
- Le crayon entre les dents : Puig Rosado, dessinateur, film co-réalisé par Patrick Roegiers et Jean-Pierre Berckmans, RTBF, 1976.